# Néel de Cotentin
Néel de Cotentin también Nigel Fitz Ivo (c. 1030-1080) fue un noble caballero anglonormando, primer barón de Halton, condestable de Chester. Su padre fue Ivon [Yvron] de Saint-Sauveur, un hijo de Néel I de Saint-Sauveur. Su primo Hugo de Avranches (Hugo Lupus) le nombró barón de Halton y condestable de Chester entre 1071 y 1080. Tras ser nombrado conde de Chester por Guillermo el Conquistador, nombró una especie de gabinete con ocho barones entre los cuales Néel era considerado el de mayor rango dentro del círculo baronial. Fue mariscal de las fuerzas normandas de Hugo Lupus, con la condición de que liderara la vanguardia de su ejército siempre que marchara a Gales. En 1077 luchó contra los galeses en la batalla de Rhuddlan. Fue responsable de la construcción de la mota castral del casillo de Halton. Los condes de Lincoln descienden de Néel.

## Herencia
Se desconoce el nombre de su esposa, pero tuvo varios hijos. A destacar:
- John Fitz Nigel (Monoculus, c. 1056-1138). Señor de Knaresboro;
- William Fitz Nigel (de Cotentin), barón de Halton, constable de Chester (c. 1058-1134). Sucesor de su padre;
- Matilda de Saint-Sauveur (de Cotentin).